# 川場村
川場村（かわばむら）は、群馬県利根郡の村。

## 地理
- 山：武尊山、鉱石山
- 川：薄根川
- 湖沼：川場谷ダム

### 隣接している自治体
- 沼田市
- 利根郡みなかみ町、片品村

## 歴史

### 沿革

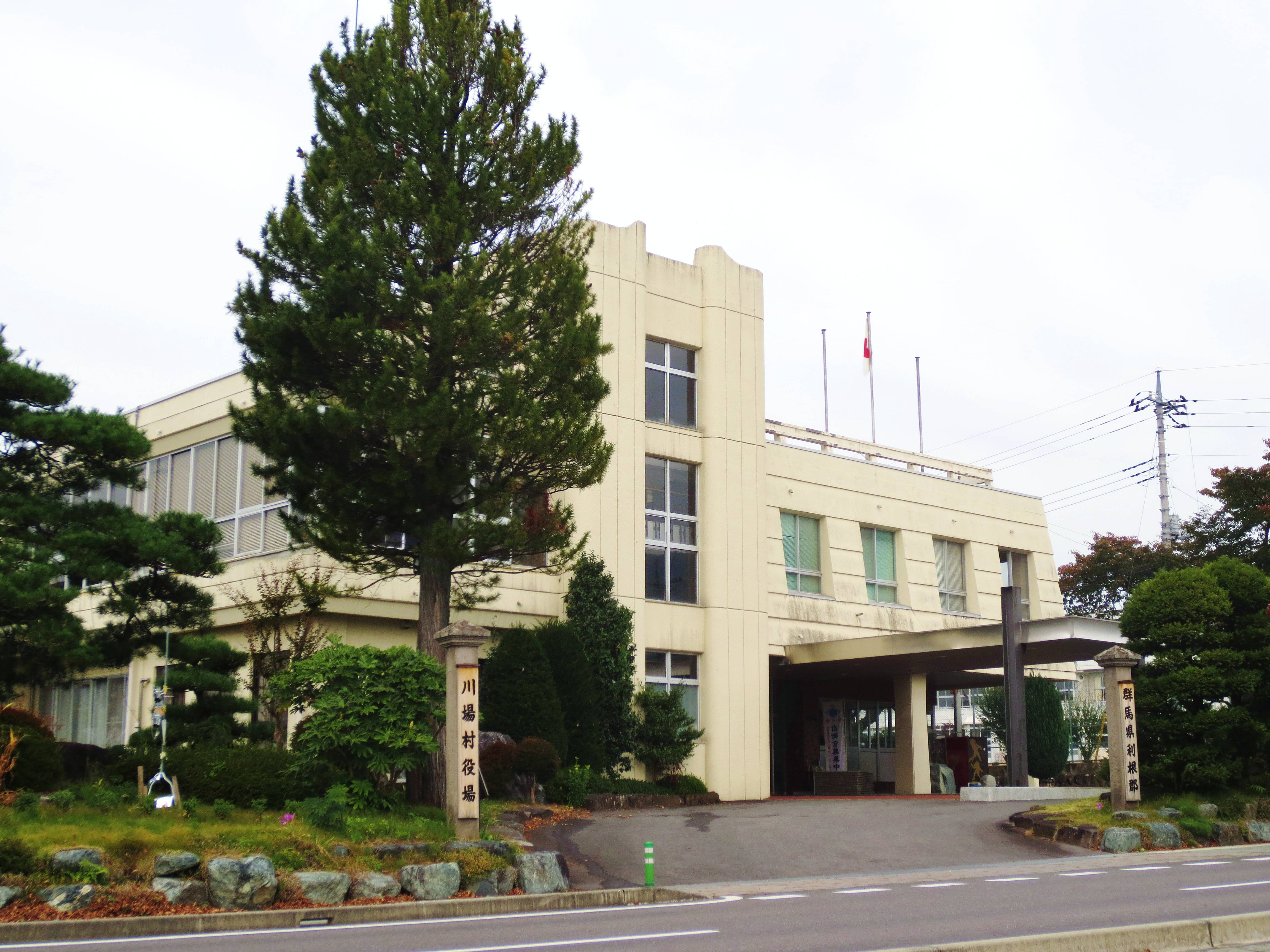
川場村役場旧庁舎（1973年建築、2015年撮影当時は役場庁舎）

- 1889年4月1日：町村制施行に伴い利根郡に川場村誕生。
- 1971年：過疎地域指定を受ける[2]。
- 1975年：「農業プラス観光」を地域振興の基本理念として種々の地域振興策を講じる[2]。
- 1981年：東京都世田谷区と縁組協定を締結、世田谷区民健康村の誘致など、交流を始める[3]。
- 2000年：過疎地域指定解除[2]。
- 2023年：川場村役場新庁舎（愛称：川場ベース）完成[1]。

### 「平成の大合併」について
21世紀初頭に日本中で行われた平成の大合併は川場村にとっても例外ではなく、当初沼田市に利根郡8町村を加えた枠組での合併が検討された。
一方、2002年1月に村の若手管理職らで構成される研究会が報告で「村単独の存続」「周辺町村との合併」に加え、それまで20年以上交流を続けていた「東京都世田谷区との合併」を選択肢の1つとして提示した。これについて横坂太一村長（当時）は「近いから合併するというではなく、ソフト面での結びつきを考えなければならない」と肯定的な見解を述べ、世田谷区の大場啓二区長（当時）も「合併の申し入れがあれば、財政的な負担も含めて検討する」と応じた。法的には合併は可能であり、県境を接しない飛び地合併の初めてのケースという事で注目を集めたが、現実に村と区とでは160kmも離れている上、群馬県の中に東京都の飛地ができるのは、地域感情や手続き（県議会・都議会の議決および両知事の承認が必要となる）といった面で様々な難しい問題を生じさせかねない事から、実現しなかった。
2005年には利根郡域において、昭和村と片品村を除く5町村が沼田市（編入）とみなかみ町（新設）に再編され、川場村は単独の生き残りを選択する事となった。

## 人口
| |                                        |  |
| 川場村と全国の年齢別人口分布（2005年） | 川場村の年齢・男女別人口分布（2005年） |  |
| ■紫色 ― 川場村 ■緑色 ― 日本全国 | ■青色 ― 男性 ■赤色 ― 女性              |  |
| 川場村（に相当する地域）の人口の推移 \| 1970年（昭和45年） \| 4,109人 \| \| \| 1975年（昭和50年） \| 3,822人 \| \| \| 1980年（昭和55年） \| 3,905人 \| \| \| 1985年（昭和60年） \| 4,064人 \| \| \| 1990年（平成2年） \| 4,085人 \| \| \| 1995年（平成7年） \| 4,273人 \| \| \| 2000年（平成12年） \| 4,139人 \| \| \| 2005年（平成17年） \| 4,179人 \| \| \| 2010年（平成22年） \| 3,898人 \| \| \| 2015年（平成27年） \| 3,647人 \| \| \| 2020年（令和2年） \| 3,480人 \| \| |                                        |  |
| 総務省統計局 国勢調査より |                                        |  |
| 1970年（昭和45年） | 4,109人                                |  |
| 1975年（昭和50年） | 3,822人                                |  |
| 1980年（昭和55年） | 3,905人                                |  |
| 1985年（昭和60年） | 4,064人                                |  |
| 1990年（平成2年） | 4,085人                                |  |
| 1995年（平成7年） | 4,273人                                |  |
| 2000年（平成12年） | 4,139人                                |  |
| 2005年（平成17年） | 4,179人                                |  |
| 2010年（平成22年） | 3,898人                                |  |
| 2015年（平成27年） | 3,647人                                |  |
| 2020年（令和2年） | 3,480人                                |  |

## 行政・立法
- 村長：外山京太郎

### 役場庁舎
所在地は以下のとおり。
- 川場村役場・交流ホール：群馬県利根郡川場村大字谷地3200番地
- むらの学習館：群馬県利根郡川場村大字谷地3201番地

現役場庁舎は2023年11月6日に業務開始した。多目的ホールや学習室などを併設しており、これら施設全体の愛称を「川場ベース」という。

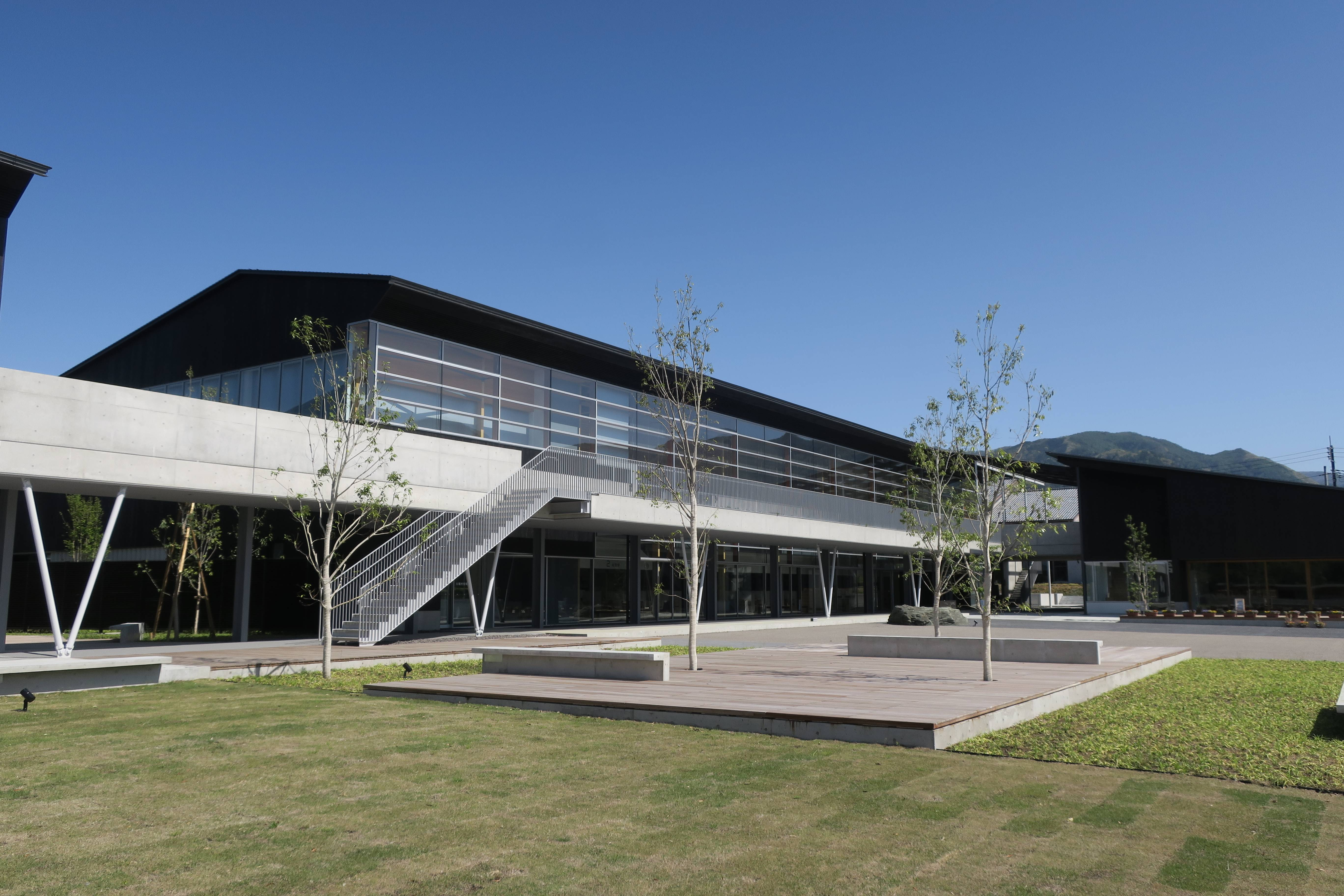
役場庁舎（中央）およびかわば交流ホール（右）
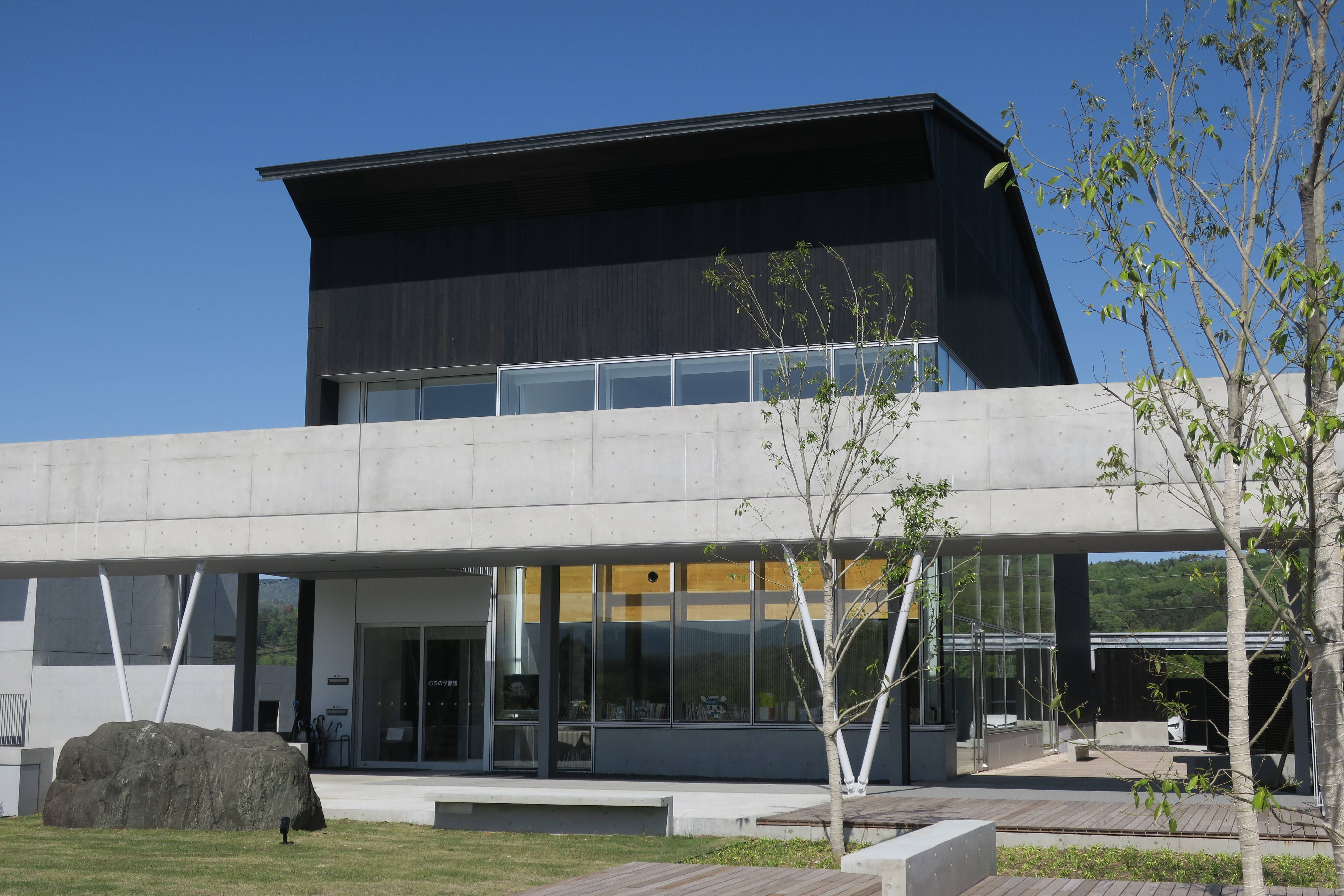
むらの学習館
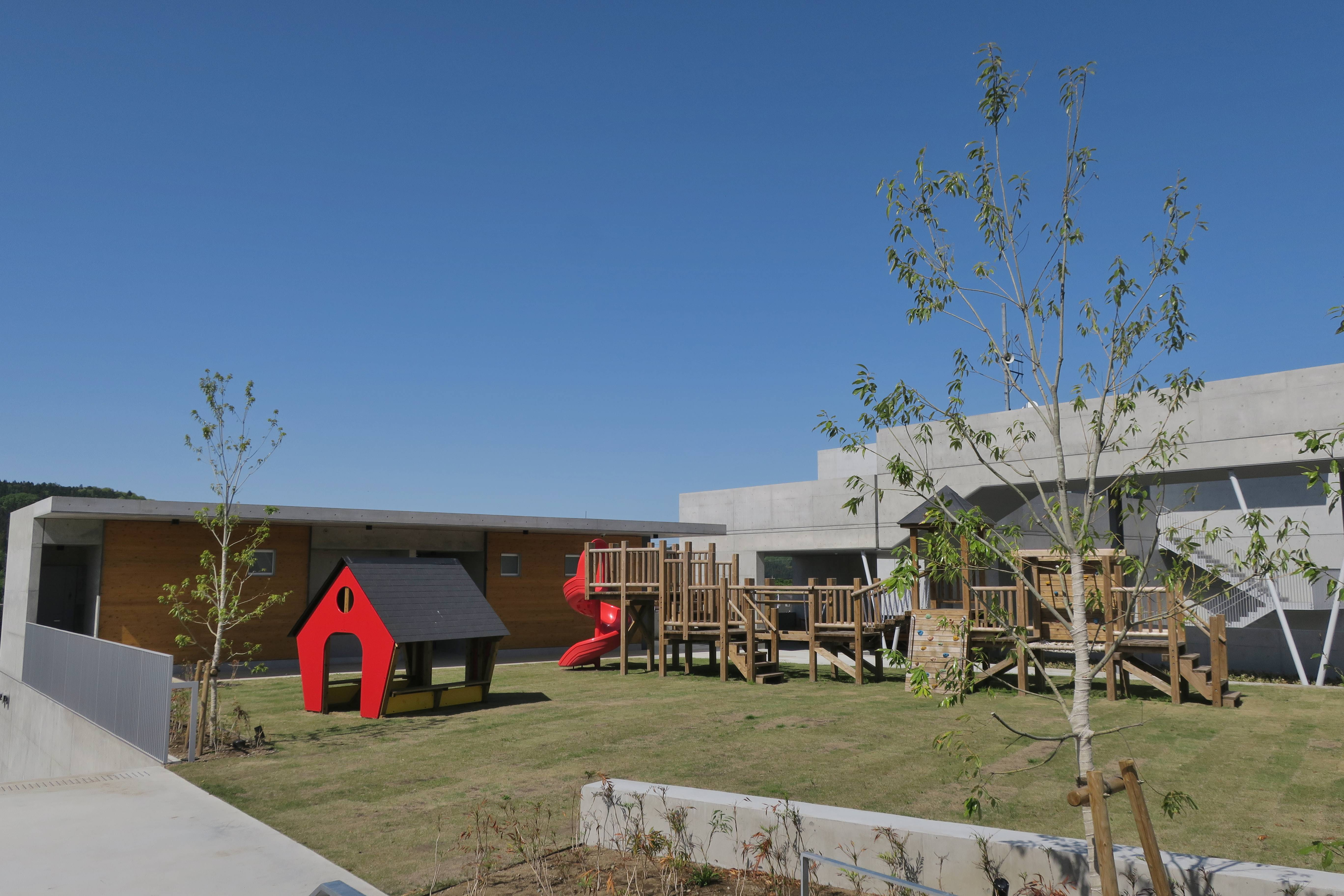
子ども広場
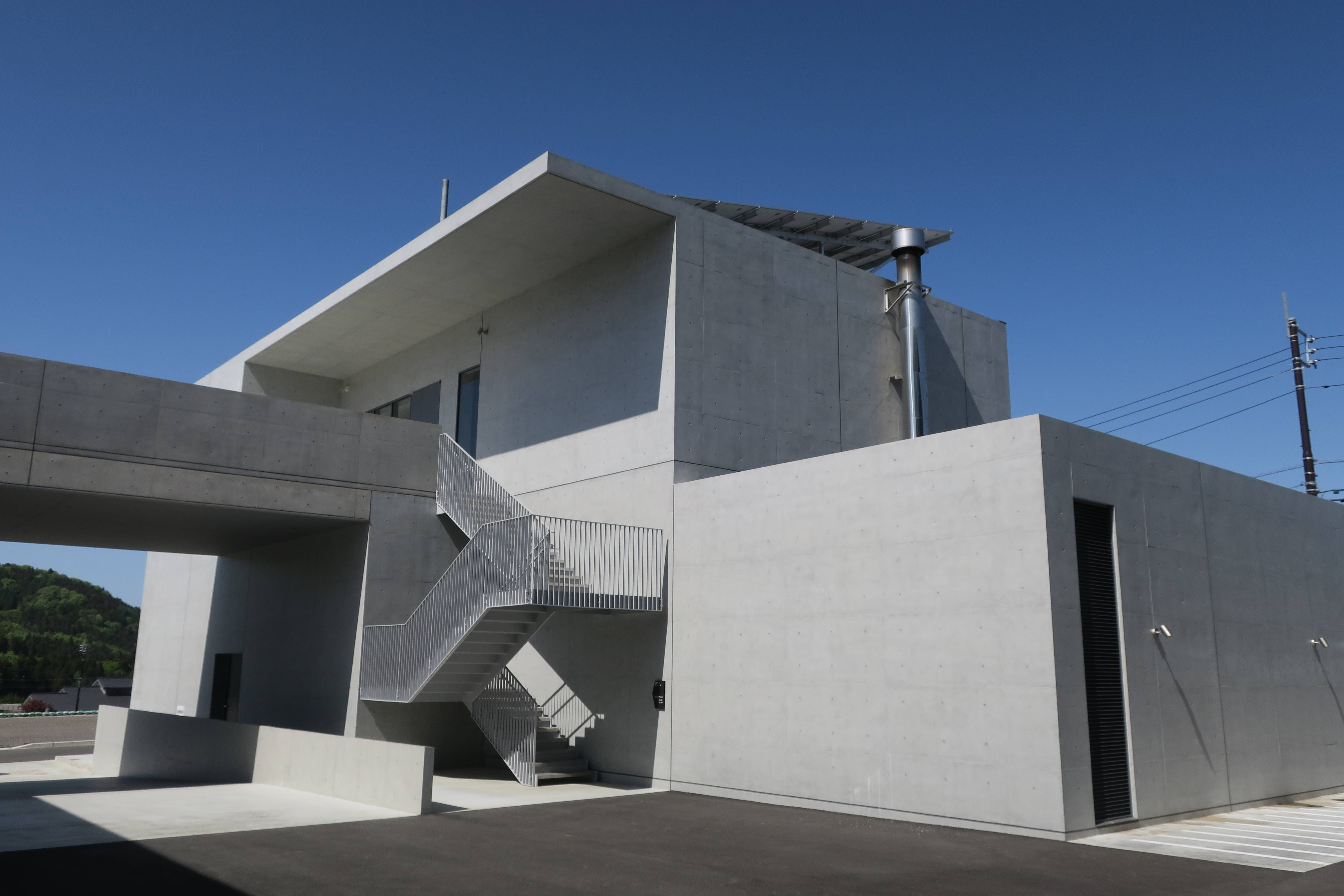
エネルギーセンター（木質バイオマスボイラーおよび太陽光発電設備）

### 県議会
- 選挙区：利根郡選挙区
- 定数：1名
- 任期：2023年（令和5年）4月30日 - 2027年（令和9年）4月29日[6]

| 議員名 | 会派名     | 備考 |
| ------ | ---------- | ---- |
| 星野寛 | 自由民主党 |      |

### 衆議院
- 任期 ： 2024年（令和6年）10月27日 - 2028年（令和10年）10月26日（「第50回衆議院議員総選挙」参照）

| 選挙区                                        | 議員名     | 党派名     | 当選回数 | 備考   |
| --------------------------------------------- | ---------- | ---------- | -------- | ------ |
| 群馬県第1区（川場村、前橋市、沼田市、利根郡） | 中曽根康隆 | 自由民主党 | 3        | 選挙区 |

## 警察
- 沼田警察署

## 消防
- 利根沼田広域消防本部
  - 中央消防署（沼田市高橋場町2049-1）

## 産業
- 農業が主体。ブランド米「雪ほたか」を生産。特に果物の栽培が盛んで、主にリンゴとブルーベリーが栽培されている。
- 2010年6月30日付けで、群馬県内では9番目になる果実酒特区に認定された[7]。
- かつて川場村は電気事業を営んでいた。1920年（大正9年）5月事業許可を受け、薄根川に水力発電所（出力26kW）を建設し、12月より事業を開始した[8]。

## 姉妹都市・提携都市

### 国内
- 世田谷区（東京都）
  - 1981年に「区民健康村相互協力に関する協定」を締結したのを皮切りに、2箇所の保養所と研修施設を共同で村内に設立し、毎年小学校5年生が相互訪問するなど交流を続けている他、農産物の直接取引も行っている。[4] 前述の通り、平成の大合併の際には世田谷区との合併話も持ち上がった。この縁で、世田谷区をホームタウンとする女子サッカーのスフィーダ世田谷FCはなでしこチャレンジリーグの公式戦を毎年1試合、村スポーツ広場にて開催している。

## 交通

### 鉄道
村内を鉄道路線は走っていない。最寄り駅は、JR東日本上越線沼田駅、あるいは上越新幹線上毛高原駅。

### 道路
- 都道府県道
  - 群馬県道64号平川横塚線
  - 群馬県道263号富士山横塚線
- 道の駅
  - 川場田園プラザ

### バス
- 川場村営バス：沼田駅 - 川場村（関越交通に委託）

## 名所・旧跡・観光スポット・祭事・催事
- 道の駅川場田園プラザ
- ホテルSL・ほたか高原駅
- 川場村中央公園
- 川場村歴史民俗資料館
- 日本切り絵百景館
- 川場スキー場

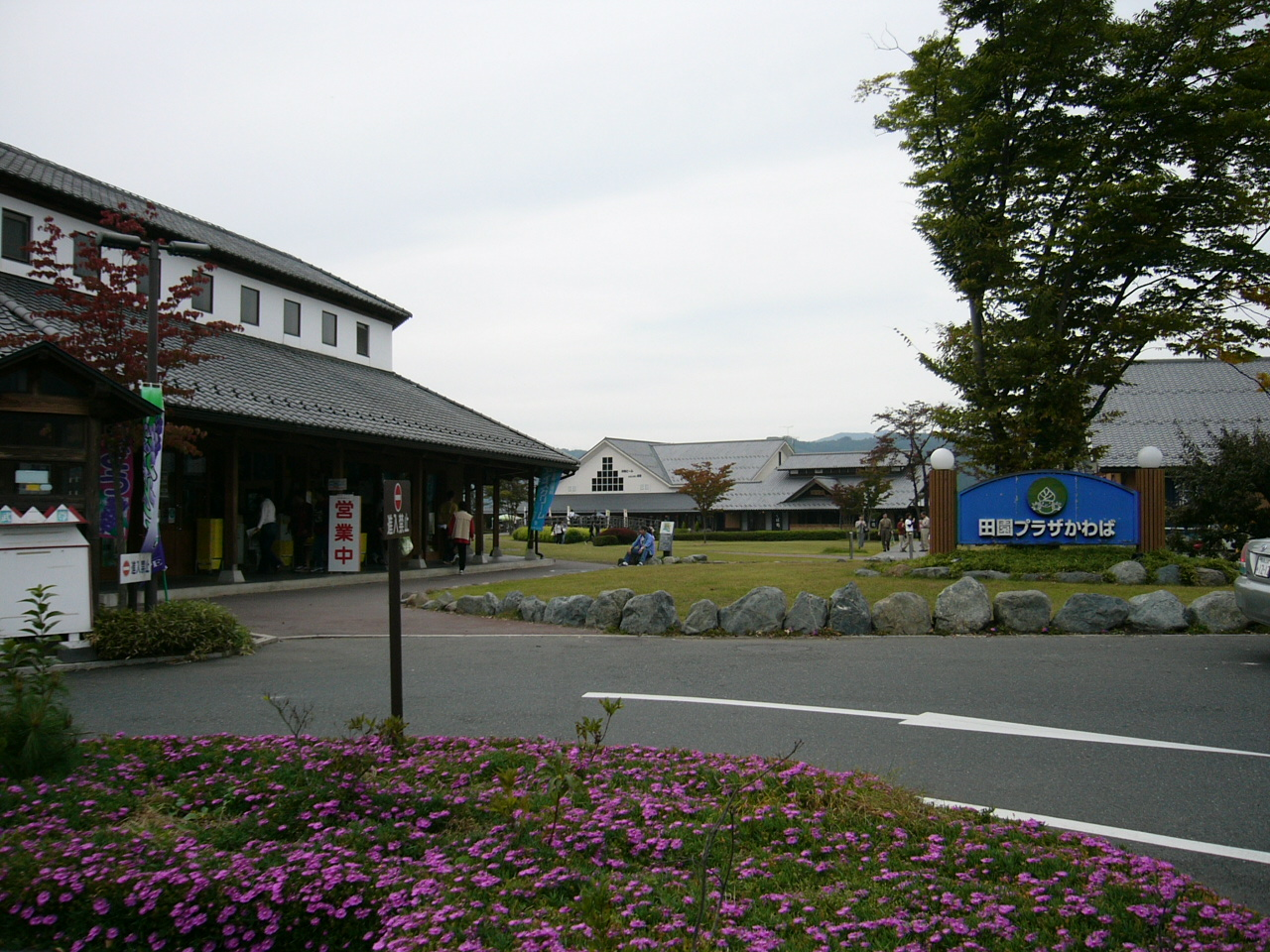
道の駅川場田園プラザ

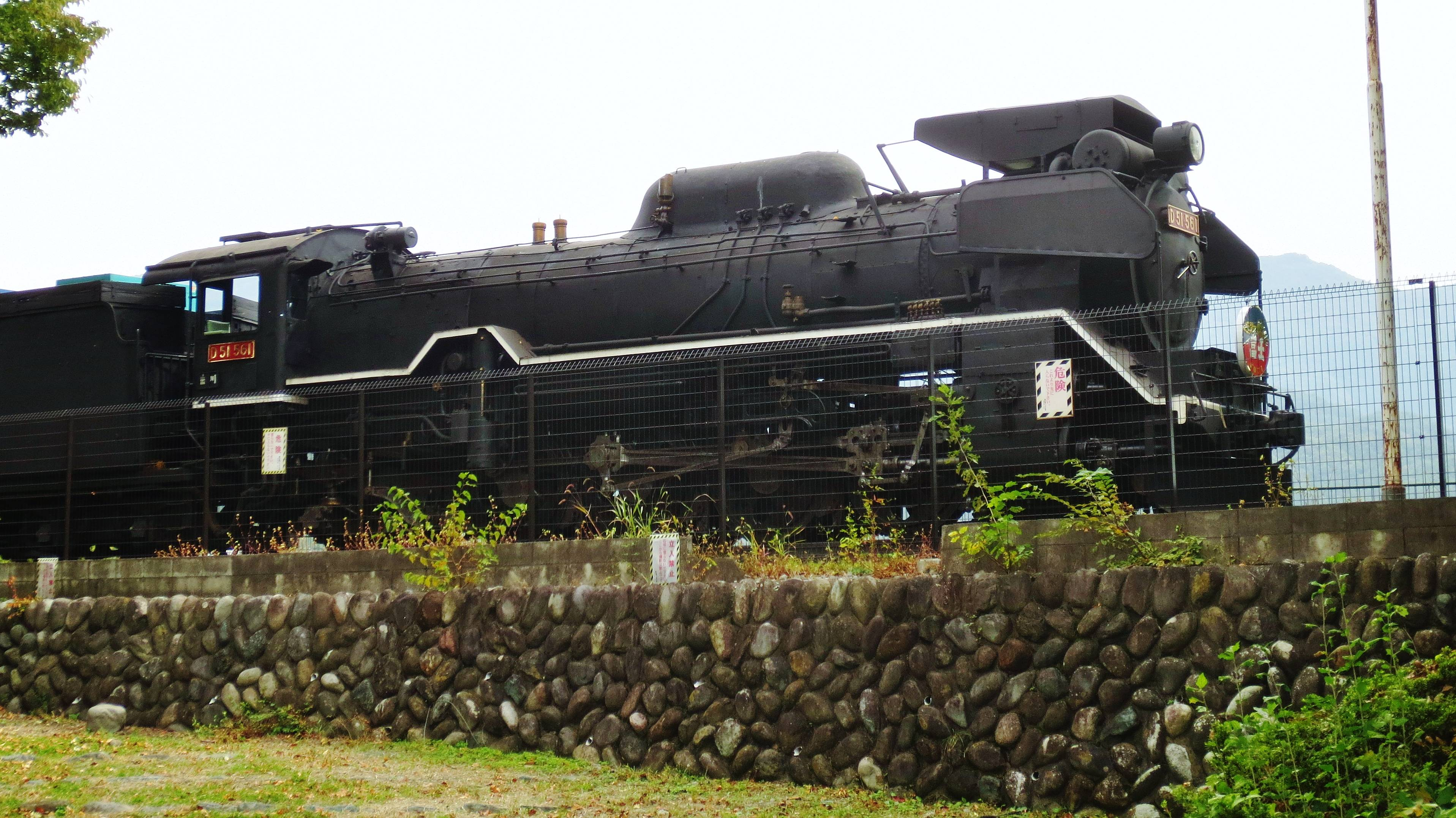
国鉄D51形蒸気機関車561号機。かつては短距離ながら走行可能であった。

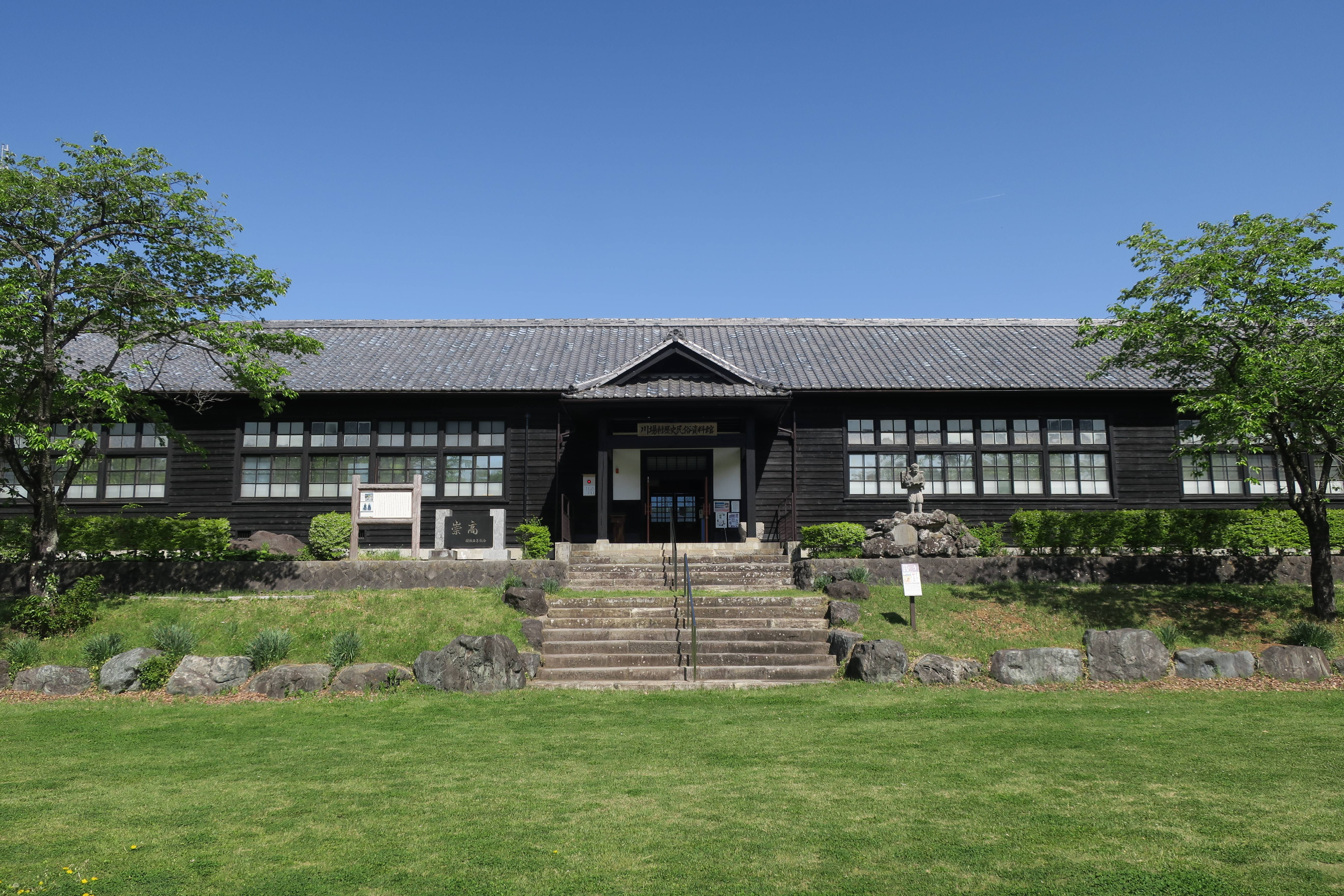
川場村歴史民俗資料館

- 吉祥寺（花の寺、新上州観音霊場三十三カ所）
- 武尊神社
- 川場フィッシングパーク
- 川場温泉
- 塩河原温泉
- 武尊温泉
- 桜川温泉（ふじやまビレッジ）
- 小住温泉
- 宮山温泉
- 門前春駒 - 群馬県重要無形民俗文化財。毎年2月11日に養蚕の守護神「金甲稲荷神社」に奉納される踊り。大正時代、それまで毎年来村して春駒踊りをしていた旅芸人がある年から来なくなったところ、不作が続いたため、村人が代わりに踊るようになった。地元の若者が女装して旅芸人一家（父・母・娘）に扮し、村内約130戸を回って家内安全と五穀豊穣を祈る奇祭として知られる[9]。

## 出身有名人
- 江口きち（歌人）
- 桑原鶴（外交官・著作家）
- 今井今助（川場村村長、衆議院議員）
- 土田國太郎（醸造家、参議院議員）
- 宮内良（歌手・ミュージカル俳優、おかあさんといっしょ4代目うたのおにいさん）
- 元宿仁（自由民主党本部事務総長）
- 井上日召（宗教家・政治活動家・テロリスト）
- 和田将哉（農業クラブ会長）
- 塩野筍三（詩人）・作家塩野七生の父。
- 永井彰一（実業家）